# Messieurs les noyés de la Seine
A Messieurs les noyés de la Seine (magyarul: A Szajnába fulladt férfiak) egy dal, amely Belgiumot képviselte az 1956-os Eurovíziós Dalfesztiválon. A dalt Fud Leclerc adta elő francia nyelven. Ez volt Belgium első szereplése a versenyen.
A dal az április 15-én tartott belga nemzeti döntőn nyerte el az indulás jogát. Az 1956-os versenyen rendhagyó módon mindegyik ország két dallal vett részt. A másik belga induló Mony Marc Le plus beau jour de ma vie című dala volt.
A dal a francia sanzonok stílusában íródott, melyben az énekes úgy véli, hogy egy szerelem nélküli házasságban él, és a Szajnába szeretne fulladni.
A május 24-én rendezett döntőben a fellépési sorrendben harmadikként adták elő, a svájci Lys Assia Das alte Karussell című dala után és a német Walter Andreas Schwarz Im Wartesaal zum großen Glück című dala előtt.
Az 1956-os verseny volt az egyetlen, ahol nem tartottak nyílt szavazást, hanem a szavazatok összesítése utána a zsűri elnöke bejelentette, hogy melyik dal végzett az első helyen. Így nem lehet tudni, hogy milyen eredményt ért el a dal a szavazás során, azon kívül, hogy nem nyert.

## Külső hivatkozások
- Dalszöveg
- YouTube videó: A Messieurs les noyés de la Seine című dal előadása a luganói döntőben